# Paco Rassat
Pour les articles homonymes, voir Rassat.
 Paco Rassat, né le 13 novembre 1998 à Chambéry, est un skieur alpin français.

## Biographie
Il est le fils de Yann Rassat, directeur de l'école de ski des Aillons. C'est le Ski Cub des Aillons qui le forme. Il y est toujours licencié.
En mars 2016, il prend la 3e place du slalom des championnats de France U18 (moins de 18 ans) à Lélex.
Il dispute sa première épreuve de Coupe d'Europe en janvier 2018 dans le slalom de Chamonix.
L'année suivante en 2019, il obtient la médaille de bronze dans le slalom des Universiades à Krasnoïarsk,. En mars il est sacré Champion de France de slalom U21 (moins de 21 ans) à Auron. Il intègre l'équipe de France Juniors à partir de la saison 2019-2020.
En janvier 2020, il marque ses premiers points en Coupe d'Europe en prenant la 20e place du slalom de Vaujany, suivi en février d'une 13e place dans celui de Berchtesgaden. Il confirme ses bonnes dispositions la saison suivante en réalisant 5 tops-20 sur les slaloms de la Coupe d'Europe.
Il accède à l'équipe de France B pour la saison 2021-2022. En janvier 2022, il obtient ses premiers top-10 en Coupe d'Europe, en prenant de très bonnes 5e et 6e places dans les 2 slaloms de Berchtesgaden. Ces résultats l'amènent à disputer sa première épreuve de Coupe du monde le 9 janvier 2022 dans le slalom d'Adelboden,. Le 20 janvier il monte sur son premier podium de Coupe d'Europe en prenant une excellente 2e place sur le slalom de Vaujany,,. Le lendemain, il récidive sur la même piste en prenant une nouvelle seconde place. Le 27 février il obtient sa première qualification en seconde manche d'un slalom géant de Coupe du monde, en terminant la première manche de l'épreuve de Garmisch-Partenkirchen à la 28e place. Le 15 mars à Soldeu, il prend la 4e place du slalom des finales de la Coupe d'Europe et termine à la 5e place du classement général de la spécialité. Il est nommé Sportif du mois de Janvier par le quotidien Le Dauphiné libéré.
Sur la saison 2022-2023, il dispute 8 slaloms de coupe du monde mais ne parvient pas à se qualifier pour la seconde manche. Avec 2 tops-10 réalisés, il se classe 16e de la Coupe d'Europe de slalom. Enfin il monte sur son premier podium des championnats de France en prenant la 3e place du slalom derrière Clément Noël et Steven Amiez.
Le 14 janvier 2024, il marque ses premiers points en coupe du monde en prenant la 22e place du slalom de Wengen. Une semaine plus tard le 21 janvier il améliore sa performance en prenant une très belle 12e place dans le slalom de coupe du monde de Kitzbühel.
Il intègre l'équipe de France A à partir de la saison 2024-2025 et dispute l'ensemble des 12 slaloms de la saison. Il termine 6 de ces 12 courses, à chaque fois dans le top-15. Il débute par une 14e place à Gurgl en novembre, puis une autre 14e place à Alta Badia en décembre et une 12e place à Madonna di Campiglio début janvier. Le 19 janvier 2025, il décroche son premier top-10 avec une très belle 9e place (meilleur français) dans le slalom de Wengen. Fin janvier il signe 2 nouveaux tops-15 avec la 15e place de l'épreuve de Kitzbühel et la 13e du slalom de Schladming. En février il dispute ses premiers championnats du monde à Schladming. Dans l'épreuve du combiné par équipes, il forme avec Nils Alphand l'équipe de France 3 et termine à la 14e place. Dans le slalom, il enfourche dans la partie supérieure de la première manche. Il ne termine pas les 3 dernières courses de coupe du monde, notamment la finale à Sun Valley pour laquelle il s'est qualifié. Il termine la saison à la 23e place du classement de la coupe du monde de slalom. Fin avril, il bénéficie d'un contrat avec la Police nationale.

## Palmarès[23]

### Championnats du monde
| Édition / Epreuve      | Slalom  | Combiné par équipe |
| Mondiaux 2025 Saalbach | Abandon | 14e                |

### Coupe du monde
- 34 slaloms disputés (à fin mars 2025)[24].
- 7 tops-15 dont 1 top-10 :
- Meilleur résultat sur une épreuve de slalom : 9e le 19 janvier 2025 à Wengen[24].

- Meilleur classement général : 64e en 2024-2025 avec 123 points.
- Meilleur classement de slalom : 23e en 2024-2025 avec 123 points

#### Classements
| Saison / Épreuve | Saison / Épreuve | Général | Général | Slalom | Slalom |
| ---------------- | ---------------- | ------- | ------- | ------ | ------ |
| Saison / Épreuve | Saison / Épreuve | Class.  | Points  | Class. | Points |
| 2023-2024        | 2023-2024        | 103e    | 31      | 37e    | 31     |
| 2024-2025        | 2024-2025        | 64e     | 123     | 23e    | 123    |

### Universiade
| Épreuve / Édition                       | Descente | Super G | Slalom géant | Slalom | Combiné | Team event |
| Universiade d'hiver de 2019 Krasnoïarsk | -        | 50e     | 15e          | Bronze | 21e     | 5e         |

### Coupe d'Europe
6 tops-10 dont 2 podiums  :
- 2e place du slalom  de Vaujany le 20 janvier 2022
- 2e place du slalom  de Vaujany le 21 janvier 2022

40 courses disputées (à fin mars 2023)

#### Classements
| Saison / Épreuve | Saison / Épreuve | Général | Général | Descente | Descente | Super G | Super G | Géant  | Géant  | Slalom | Slalom | Combiné | Combiné |
| ---------------- | ---------------- | ------- | ------- | -------- | -------- | ------- | ------- | ------ | ------ | ------ | ------ | ------- | ------- |
| Saison / Épreuve | Saison / Épreuve | Class.  | Points  | Class.   | Points   | Class.  | Points  | Class. | Points | Class. | Points | Class.  | Points  |
| 2020             | 2020             | 141e    | 31      |          |          | -       | -       | -      | -      | 52e    | 31     | -       | -       |
| 2021             | 2021             | 91e     | 76      |          |          | -       | -       | -      | -      | 29e    | 76     | -       | -       |
| 2022             | 2022             | 17e     | 321     |          |          | -       | -       | -      | -      | 5e     | 321    | -       | -       |
| 2023             | 2023             | 64e     | 125     |          |          | -       | -       | -      | -      | 16e    | 125    | -       | -       |

### Championnats de France

#### Élite
| Édition / Epreuve                             | Descente | Super-G | Slalom géant | Slalom  | Super combiné |
| --------------------------------------------- | -------- | ------- | ------------ | ------- | ------------- |
| Championnats 2016 Les Menuires                | -        | -       | Abandon      | Abandon | -             |
| Championnats 2017 Val Thorens/Lélex           | -        | -       | 22e          | Abandon | -             |
| Championnats 2018 Châtel                      | -        | 33e     | 24e          | 11e     | 15e           |
| Championnats 2019 Auron                       | -        | 34e     | Abandon      | 9e      | 13e           |
| Championnats 2021 Châtel / Saint-Jean-d'Aulps | -        | -       | -            | Abandon | -             |
| Championnats 2022 Auron / Isola 2000          | -        | 55e     | Abandon      | Abandon | -             |
| Championnats 2023 Les Orres                   | -        | -       | -            | Bronze  | -             |
| Championnats 2024 Megève                      | -        | -       | -            | Abandon | -             |
| Championnats 2025 Méribel                     | -        | -       | -            | Abandon | -             |

#### Jeunes

##### Juniors U21 (moins de 21 ans)
2019 à Auron :
- Champion de France de slalom

2018 à Châtel :
- 4e du championnat de France de slalom

##### Cadets U18 (moins de 18 ans)
2016 à Lélex :
- 3e du championnat de France de slalom